# Ricardo Libório
Antonio Ricardo Jardim Libório (Rio de Janeiro, 13 de julho de 1967) é faixa coral de jiu-jitsu brasileiro graduado por Pinduka e Rosado, os mais antigos da academia Carlson Gracie. É cofundador da American Top Team (ATT) e da Brazilian Top Team [en] (BTT), além de fundador e CEO da Martial Arts Nation e do International Brazilian Jiu-Jitsu Institute (IBJJI). Também atua como professor de jiu-jitsu brasileiro na Universidade da Flórida Central.
De acordo com a lista "Power 20" da revista Fight! de 2012, que apresenta as vinte pessoas mais influentes, inovadoras e importantes do MMA, Libório foi classificado na 13ª posição.
Em 2009, foi indicado ao prêmio de "Treinador do Ano" no Fighters Only World Mixed Martial Arts Awards.

## Carreira no jiu-jitsu brasileiro
Antônio Ricardo Jardim Libório nasceu em 13 de julho de 1967, no Rio de Janeiro, Brasil. Seu primeiro contato com os esportes de combate ocorreu aos quatro anos de idade, quando começou a praticar judô. Posteriormente, treinou diversas artes marciais tradicionais e modernas, incluindo taekwondo, muay thai e boxe. Aos 14 anos, iniciou seus treinamentos de jiu-jitsu brasileiro na academia Carlson Gracie, localizada em Copacabana, no Rio de Janeiro, que formou faixas-pretas como Vitor Belfort, André Pederneiras [en], Walid Ismail, Mário Sperry [en] e Ricardo de la Riva [en] Libório recebeu sua faixa-preta das mãos de Carlson Gracie em 1993, aos 26 anos.
Em 1996, Libório participou da primeira edição do "Mundial", o Campeonato Mundial de Jiu-Jitsu, conquistando a medalha de ouro na divisão superpesado, vencendo Leo Castello Branco, um oponente significativamente mais pesado. Nesse campeonato, também recebeu o título de "Faixa-Preta Mais Técnico". No ano seguinte, competiu no Campeonato Mundial Master usando seu nome do meio, Antônio Jardim, conquistando o ouro na divisão meio-pesado. Ganhou notoriedade como competidor de jiu-jitsu, levando Carlson Gracie a declarar que Libório poderia vencer o lendário Rickson Gracie em uma luta de jiu-jitsu esportivo.

## Carreira no MMA
Ricardo foi cofundador da Brazilian Top Team [en] (BTT) em parceria com outros três alunos de Carlson Gracie: Murilo Bustamante, Luis Duarte e Mario Sperry. Em 2001, Libório foi procurado pelo empresário americano e praticante de jiu-jitsu Dan Lambert. Lambert recrutou Libório, e juntos formaram uma parceria que daria origem à American Top Team (ATT).
No mesmo ano, Libório fez sua estreia no MMA contra o lutador de Pancrase Ikuhisa Minowa, pela organização japonesa Deep. Em uma luta com quase nenhum golpe desferido, Libório iniciou o primeiro round tentando derrubar Minowa, conseguindo alcançar a meia-guarda por algum tempo e ameaçando com uma tentativa de armlock. Minowa respondeu com uma tentativa de kimura em pé. Ricardo dominou um segundo round pouco movimentado, mantendo a posição por cima e quase finalizando com um mata-leão no final. No terceiro e último round, os dois trocaram tentativas de finalização, permanecendo presos em uma troca de chaves de perna quando o gongo soou. Como a luta estava acordada para não ter juízes, o resultado foi declarado empate.

### Cartel no MMA
| Cartel no MMA |           |           |
| 1 luta        | 0 vitória | 0 derrota |
| Empates       | 1         | 1         |

| Res.   | Cartel | Oponente       | Método | Evento            | Data                 | Round | Tempo | Local         | Notas |
| ------ | ------ | -------------- | ------ | ----------------- | -------------------- | ----- | ----- | ------------- | ----- |
| Empate | 0–0-1  | Ikuhisa Minowa | Empate | Deep - 1st Impact | 2001 de janeiro de 8 | 3     | 5:00  | Nagoya, Japão |       |

## ADCC Superfight
Em 29 de agosto de 2015, Libório enfrentou seu ex-companheiro de equipe na Carlson Gracie, Mario Sperry, no "Superfight" do ADCC Submission Wrestling World Championship. Após 20 minutos de luta e dois rounds extras, os árbitros declararam Libório vencedor por decisão.

## Após a ATT

### Martial Arts Nation
Após deixar a American Top Team em 2015, Libório fundou a  Martial Arts Nation em 2018. A empresa atua no setor de artes marciais, oferecendo serviços de consultoria, eventos, licenciamento e desenvolvimento de marcas para academias de jiu-jitsu e outras modalidades. O principal objetivo da Martial Arts Nation é desenvolver programas sustentáveis que ensinem valores como educação de caráter, liderança e bem-estar por meio das artes marciais. Além disso, a empresa prioriza a criação de uma cultura inclusiva e acolhedora em todas as academias associadas.

### Universidade da Flórida Central (UCF)
Libório teve um impacto significativo na Universidade da Flórida Central (UCF) por meio da estruturação do clube de jiu-jitsu, aulas e eventos.
Em agosto de 2018, Libório chegou à UCF, reestruturou o antigo clube de MMA e o transformou em um clube focado em jiu-jitsu brasileiro, com um novo sistema organizacional e uma cultura mais inclusiva. No final de 2018, o clube contava com 30 membros. Já em 2020, o número subiu para 250 membros, tornando-se o maior clube esportivo da UCF e o segundo com maior participação feminina entre todos os clubes esportivos da universidade.
Em 26 de agosto de 2019, Libório criou a primeira disciplina de jiu-jitsu oferecida por uma universidade nos Estados Unidos, ministrada por um campeão mundial e treinador renomado. Em 2020, ele expandiu o programa adicionando uma aula de nível intermediário, além da já existente para iniciantes. Suas aulas e o clube impactaram centenas de estudantes da universidade.
Em março de 2018, através do International Brazilian Jiu-Jitsu Institute (IBJJI), com patrocínio da Martial Arts Nation e em parceria com o Institute of Sports and Social Justice da UCF, Libório organizou a primeira competição universitária de jiu-jitsu da Flórida, chamada Resenha — um evento no estilo "hangout".
O evento teve como objetivo tirar os fãs das arquibancadas e colocá-los nos tatames, promovendo a prática do jiu-jitsu. Além disso, abordou temas importantes como os benefícios físicos e mentais do esporte, incluindo melhorias na autodefesa, ansiedade, depressão, foco e autoconfiança, utilizando um método chamado "Mat and Chat", desenvolvido por Libório. No total, mais de 350 pessoas participaram, incluindo 85 faixas-pretas de diferentes regiões dos Estados Unidos.

### Orange County Public Schools (OCPS)
Em 2018, Libório fundou um programa extracurricular de artes marciais com o objetivo de expandi-lo por todo os Estados Unidos. Ele fez uma parceria com o Orange County Public Schools para criar o primeiro programa de artes marciais em uma escola pública do condado de Orange, na Flórida, na Edgewater High School, por meio da empresa Martial Arts Nation, com foco principal no jiu-jitsu brasileiro.
O professor Márcio Pimentel foi o primeiro treinador do programa, e atualmente o professor Kyle Leisher atua como administrador principal do clube na Edgewater.
Embora o jiu-jitsu brasileiro seja o esporte principal do projeto, outras modalidades também passaram a ser ensinadas, como judô, grappling e defesa pessoal. Assim como em outros projetos fundados por Libório, o foco é desenvolver autoconfiança, educação de valores, autoestima e, especialmente, promover uma cultura de combate ao bullying entre os estudantes do ensino médio.
Ensinar como o jiu-jitsu pode impactar positivamente a vida das pessoas, além das competições, também é um dos pilares do programa do OCPS. O programa na Edgewater High School tem registrado crescimento constante desde sua criação, graças à sua estrutura organizacional, cultura inclusiva e ao patrocínio da Martial Arts Nation.

### Trabalho com pessoas com deficiência visual
Após sua filha ter desenvolvido deficiência visual devido à craniossinostose ao 1 ano e meio de idade, Libório criou um programa comunitário por meio da American Top Team. A academia passou a ser certificada para ensinar judô a alunos com deficiência visual.

## Títulos e conquistas
- Tricampeão Brasileiro
- Campeão Mundial da IBJJF (1996)
- 3º lugar no ADCC (1999)
- Vice-campeão do ADCC (2000)
- Campeão Mundial Master (2000)
- Técnico do Ano pela NAGA (2005)
- Técnico da Seleção Americana de Grappling
- Induzido ao Hall da Fama de Grappling da NAGA (2005)
- Eleito atleta mais técnico no Campeonato Mundial de 2006
- Trabalhou com o Wounded Warrior Project e com os Navy SEALs dos EUA
- Prêmio USA Grappling Honors (2009)
- Induzido ao Hall da Fama Oficial do Grappling Mundial (2010)[23]
- Induzido ao Hall da Fama Esportiva do Condado de Broward (2010)[24]
- Campeão do Superfight Master do ADCC (2015), vencendo Mario Sperry
- Supervisor Olímpico Internacional no Rio de Janeiro 2016 (judô e wrestling)
- Prêmio Palm Sports Abu Dhabi Honors (2018)
- Prêmio Martial Arts Industry Association Honors (2019)[23]